# Campeonato Europeu de Voleibol Feminino de 2011
O Campeonato Europeu de Voleibol Feminino de 2011 foi a 27ª edição do torneio bianual que reúne as principais equipes de voleibol feminino da Europa. Ocorreu na Itália e na Sérvia de 23 de setembro a 2 de outubro de 2011.

## Escolha da sede
Países candidatos à sede do Campeonato Europeu de Voleibol Feminino de 2011:
- Itália e  Sérvia (Vencedores)

|                                                                       |                                                                    |
|                                                                       |                                                                    |
| Pionir Hall Cidade: Belgrado Capacidade: 8.150 Inauguração: 1973      | Medison Hall Cidade: Zrenjanin Capacidade: 3.000 Inauguração: 2009 |
|                                                                       |                                                                    |
| PalaYamamay Cidade: Busto Arsizio Capacidade: 4.490 Inauguração: 1997 | PalaIper Cidade: Monza Capacidade: 4.500 Inauguração: 2003         |

## Países participantes
Para mais detalhes veja Torneio Classificatório para o Campeonato Europeu de Voleibol Feminino de 2011
| Equipe        | Qualificação                 | Última participação |
| ------------- | ---------------------------- | ------------------- |
| Itália        | País-sede                    | Polônia 2009        |
| Sérvia        | País-sede                    | Polônia 2009        |
| Países Baixos | 2º lugar Polônia 2009        | Polônia 2009        |
| Polônia       | 3º lugar Polônia 2009        | Polônia 2009        |
| Alemanha      | 4º lugar Polônia 2009        | Polônia 2009        |
| Turquia       | 5º lugar Polônia 2009        | Polônia 2009        |
| Rússia (*)    | 6º lugar Polônia 2009        | Polônia 2009        |
| Azerbaijão    | 1º do grupo A - segunda fase | Polônia 2009        |
| Chéquia       | 1º do grupo B - segunda fase | Polônia 2009        |
| Ucrânia       | 1º do grupo C - segunda fase | Turquia 2003        |
| Espanha       | 1º do grupo D - segunda fase | Polônia 2009        |
| Romênia       | 1º do grupo E - segunda fase | Croácia 2005        |
| Bulgária      | 1º do grupo F - segunda fase | Polônia 2009        |
| Israel        | Terceira fase                | Itália 1971         |
| Croácia       | Terceira fase                | Polônia 2009        |
| França        | Terceira fase                | Polônia 2009        |

(*) Herdou a vaga da Itália, campeã do torneio em 2009.

## Primeira fase
- Todos os horários estão no fuso de Greenwich (UTC+0)

### Grupo A -Belgrado

#### Classificação
|     |          |     | Jogos | Jogos | Jogos | Pontos | Pontos | Pontos | Sets | Sets | Sets  |
| Pos | Equipe   | Pts | T     | V     | D     | V      | P      | R      | V    | P    | R     |
| --- | -------- | --- | ----- | ----- | ----- | ------ | ------ | ------ | ---- | ---- | ----- |
| 1   | Alemanha | 9   | 3     | 3     | 0     | 245    | 187    | 1.310  | 9    | 1    | 9,000 |
| 2   | Sérvia   | 6   | 3     | 2     | 1     | 249    | 215    | 1.158  | 7    | 4    | 1.750 |
| 3   | França   | 3   | 3     | 1     | 2     | 205    | 223    | 0.919  | 4    | 6    | 0.667 |
| 4   | Ucrânia  | 0   | 1     | 0     | 1     | 152    | 226    | 0.673  | 0    | 9    | 0,000 |

#### Resultados
| Data   | Hora  |             | Placar |           | Set 1 | Set 2 | Set 3 | Set 4 | Set 5 | Total | Relatório |
| ------ | ----- | ----------- | ------ | --------- | ----- | ----- | ----- | ----- | ----- | ----- | --------- |
| 24 Set | 17:00 | 'Alemanha ' | 3–0    | Ucrânia   | 25-17 | 25-15 | 25-17 |       |       | 75–0  | 75-49     |
| 24 Set | 20:00 | França      | 1–3    | ' Sérvia' | 25-20 | 15-25 | 11-25 | 19-25 |       | 70–0  | 70-95     |
| 25 Set | 17:00 | França      | 0–3    | Alemanha  | 18-25 | 23-25 | 18-25 |       |       | 59–0  | 59-75     |
| 25 Set | 20:00 | Sérvia      | 3–0    | Ucrânia   | 25-18 | 25-18 | 25-14 |       |       | 75–0  | 75-50     |
| 26 Set | 17:00 | Ucrânia     | 0–3    | França    | 24-26 | 14-25 | 15-25 |       |       | 53–0  | 53-76     |
| 26 Set | 20:00 | Sérvia      | 1–3    | Alemanha  | 22-25 | 15-25 | 25-18 | 17-25 |       | 79–0  | 79-95     |

### Grupo B -Monza

#### Classificação
|     |            |     | Jogos | Jogos | Jogos | Pontos | Pontos | Pontos | Sets | Sets | Sets  |
| Pos | Equipe     | Pts | T     | V     | D     | V      | P      | R      | V    | P    | R     |
| --- | ---------- | --- | ----- | ----- | ----- | ------ | ------ | ------ | ---- | ---- | ----- |
| 1   | Itália     | 7   | 3     | 2     | 1     | 272    | 254    | 1.071  | 8    | 4    | 2,000 |
| 2   | Turquia    | 5   | 3     | 2     | 1     | 275    | 258    | 1.066  | 6    | 6    | 1,000 |
| 3   | Azerbaijão | 3   | 3     | 1     | 2     | 262    | 283    | 0.926  | 5    | 7    | 0.714 |
| 4   | Croácia    | 3   | 3     | 1     | 2     | 222    | 236    | 0.941  | 4    | 6    | 0.667 |

#### Resultados
| Data   | Hora  |            | Placar |            | Set 1 | Set 2 | Set 3 | Set 4 | Set 5 | Total | Relatório |
| ------ | ----- | ---------- | ------ | ---------- | ----- | ----- | ----- | ----- | ----- | ----- | --------- |
| 23 Set | 17:30 | Turquia    | 3-1    | Azerbaijão | 23-25 | 25-17 | 25-19 | 25-21 |       | 98–0  | 98-82     |
| 23 Set | 20:30 | Croácia    | 0-3    | Itália     | 19-25 | 20-25 | 19-25 |       |       | 58–0  | 58-75     |
| 24 Set | 17:30 | 'Croácia ' | 3–0    | Turquia    | 25-21 | 25-23 | 25-22 |       |       | 75–0  | 75-66     |
| 24 Set | 20:30 | 'Itália '  | 3–1    | Azerbaijão | 25-22 | 25-22 | 21-25 | 25-16 |       | 96–0  | 96-85     |
| 25 Set | 17:30 | Azerbaijão | 3–1    | Croácia    | 27-25 | 18-25 | 25-21 | 25-18 |       | 95–0  | 95-89     |
| 25 Set | 20:30 | Itália     | 2–3    | Turquia    | 25-21 | 26-28 | 16-25 | 25-22 | 09-15 | 101–0 | 101-111   |

### Grupo C -Zrenjanin

#### Classificação
|     |         |     | Jogos | Jogos | Jogos | Pontos | Pontos | Pontos | Sets | Sets | Sets  |
| Pos | Equipe  | Pts | T     | V     | D     | V      | P      | R      | V    | P    | R     |
| --- | ------- | --- | ----- | ----- | ----- | ------ | ------ | ------ | ---- | ---- | ----- |
| 1   | Polônia | 9   | 3     | 3     | 0     | 230    | 176    | 1.307  | 9    | 0    | MAX   |
| 2   | Chéquia | 6   | 3     | 2     | 1     | 220    | 185    | 1.189  | 6    | 3    | 2,000 |
| 3   | Romênia | 3   | 3     | 1     | 2     | 202    | 210    | 0.962  | 3    | 6    | 0.500 |
| 4   | Israel  | 0   | 3     | 0     | 3     | 144    | 225    | 0.640  | 0    | 9    | 0,000 |

#### Resultados
| Data   | Hora  |            | Placar |            | Set 1 | Set 2 | Set 3 | Set 4 | Set 5 | Total | Relatório |
| ------ | ----- | ---------- | ------ | ---------- | ----- | ----- | ----- | ----- | ----- | ----- | --------- |
| 24 Set | 16:00 | Israel     | 0–3    | ' Polônia' | 23-25 | 07-25 | 15-25 |       |       | 45–0  | 45-75     |
| 24 Set | 19:00 | Romênia    | 0–3    | ' Chéquia' | 27-29 | 19-25 | 16-25 |       |       | 62–0  | 62-79     |
| 25 Set | 16:00 | 'Polônia ' | 3–0    | Chéquia    | 25-20 | 28-26 | 25-20 |       |       | 78–0  | 78-66     |
| 25 Set | 19:00 | Israel     | 0–3    | ' Romênia' | 17-25 | 23-25 | 14-25 |       |       | 54–0  | 54-75     |
| 26 Set | 16:00 | 'Chéquia ' | 3–0    | Israel     | 25-11 | 25-18 | 25-16 |       |       | 75–0  | 75-45     |
| 26 Set | 19:00 | 'Polônia ' | 3–0    | Romênia    | 27-25 | 25-18 | 25-22 |       |       | 77–0  | 77-65     |

### Grupo D -Busto Arsizio

#### Classificação
|     |               |     | Jogos | Jogos | Jogos | Pontos | Pontos | Pontos | Sets | Sets | Sets  |
| Pos | Equipe        | Pts | T     | V     | D     | V      | P      | R      | V    | P    | R     |
| --- | ------------- | --- | ----- | ----- | ----- | ------ | ------ | ------ | ---- | ---- | ----- |
| 1   | Rússia        | 9   | 3     | 3     | 0     | 277    | 242    | 1.145  | 9    | 2    | 4.500 |
| 2   | Países Baixos | 6   | 3     | 2     | 1     | 237    | 209    | 1.134  | 7    | 3    | 2.333 |
| 3   | Espanha       | 3   | 3     | 1     | 2     | 218    | 232    | 0.940  | 4    | 6    | 0.667 |
| 4   | Bulgária      | 0   | 3     | 0     | 3     | 177    | 226    | 0.783  | 0    | 9    | 0,000 |

#### Resultados
| Data   | Hora  |                  | Placar |                  | Set 1 | Set 2 | Set 3 | Set 4 | Set 5 | Total | Relatório |
| ------ | ----- | ---------------- | ------ | ---------------- | ----- | ----- | ----- | ----- | ----- | ----- | --------- |
| 23 Set | 17:30 | 'Países Baixos ' | 3–0    | Espanha          | 25-15 | 25-14 | 25-17 |       |       | 75–0  | 75-46     |
| 23 Set | 20:30 | Bulgária         | 0-3    | Rússia           | 13-25 | 24-26 | 21-25 |       |       | 58–0  | 58-76     |
| 24 Set | 17:30 | Bulgária         | 0–3    | ' Países Baixos' | 23-25 | 17-25 | 23-25 |       |       | 63–0  | 63-75     |
| 24 Set | 20:30 | 'Rússia '        | 3–1    | Espanha          | 32-30 | 19-25 | 25-20 | 25-22 |       | 101–0 | 101-97    |
| 25 Set | 17:30 | Rússia           | 3–1    | Países Baixos    | 26-24 | 24-26 | 25-15 | 25-22 |       | 100–0 | 100-87    |
| 25 Set | 20:30 | Espanha          | 3–0    | Bulgária         | 25-17 | 25-18 | 25-21 |       |       | 75–0  | 75-56     |

## Fase final
|  | Play-off | Play-off      | Play-off |               |   | Quartas-de-final | Quartas-de-final | Quartas-de-final |   |  | Semifinais     | Semifinais     | Semifinais     |                |  | Final | Final   | Final |
|  |          |               |          |               |   |                  |                  |                  |   |  |                |                |                |                |  |       |         |       |
|  |          |               |          |               |   |                  |                  |                  |   |  |                |                |                |                |  |       |         |       |
|  |          |               | Alemanha | 3             |   |                  |                  |                  |   |  |                |                |                |                |  |       |         |       |
|  |          |               |          | 3             |   |                  |                  |                  |   |  |                |                |                |                |  |       |         |       |
|  |          |               |          | Chéquia       | 0 |                  |                  |                  |   |  |                |                |                |                |  |       |         |       |
|  |          | Chéquia       | 3        | Chéquia       | 0 |                  |                  |                  |   |  |                |                |                |                |  |       |         |       |
|  |          | Chéquia       | 3        |               |   |                  |                  |                  |   |  |                |                |                |                |  |       |         |       |
|  |          | França        | 1        |               |   |                  |                  |                  |   |  |                |                |                |                |  |       |         |       |
|  |          |               |          |               |   |                  |                  | Alemanha         | 3 |  |                |                |                |                |  |       |         |       |
|  |          |               |          |               |   |                  |                  |                  | 3 |  |                |                |                |                |  |       |         |       |
|  |          |               | Itália   | 0             |   |                  |                  |                  |   |  |                |                |                |                |  |       |         |       |
|  |          |               | Itália   | 0             |   |                  |                  |                  |   |  |                |                |                |                |  |       |         |       |
|  |          |               |          |               |   |                  |                  |                  |   |  |                |                |                |                |  |       |         |       |
|  |          |               |          |               |   |                  |                  |                  |   |  |                |                |                |                |  |       |         |       |
|  |          |               | Itália   | 3             |   |                  |                  |                  |   |  |                |                |                |                |  |       |         |       |
|  |          |               |          | 3             |   |                  |                  |                  |   |  |                |                |                |                |  |       |         |       |
|  |          |               |          | Países Baixos | 1 |                  |                  |                  |   |  |                |                |                |                |  |       |         |       |
|  |          | Países Baixos | 3        | Países Baixos | 1 |                  |                  |                  |   |  |                |                |                |                |  |       |         |       |
|  |          | Países Baixos | 3        |               |   |                  |                  |                  |   |  |                |                |                |                |  |       |         |       |
|  |          | Azerbaijão    | 1        |               |   |                  |                  |                  |   |  |                |                |                |                |  |       |         |       |
|  |          |               |          |               |   |                  |                  |                  |   |  |                |                | Alemanha       | 2              |  |       |         |       |
|  |          |               |          |               |   |                  |                  |                  |   |  |                |                |                |                |  |       |         |       |
|  |          |               | Sérvia   | 3             |   |                  |                  |                  |   |  |                |                |                |                |  |       |         |       |
|  |          |               | Sérvia   | 3             |   |                  |                  |                  |   |  |                |                |                |                |  |       |         |       |
|  |          |               |          |               |   |                  |                  |                  |   |  |                |                |                |                |  |       |         |       |
|  |          |               |          |               |   |                  |                  |                  |   |  |                |                |                |                |  |       |         |       |
|  |          |               | Polônia  | 0             |   |                  |                  |                  |   |  | Terceiro lugar | Terceiro lugar | Terceiro lugar | Terceiro lugar |  |       |         |       |
|  |          |               |          | 0             |   |                  |                  |                  |   |  | Terceiro lugar | Terceiro lugar | Terceiro lugar | Terceiro lugar |  |       |         |       |
|  |          |               |          | Sérvia        | 3 |                  |                  |                  |   |  |                |                |                |                |  |       |         |       |
|  |          | Sérvia        | 3        | Sérvia        | 3 |                  |                  |                  |   |  |                |                | Itália         | 2              |  |       |         |       |
|  |          | Sérvia        | 3        |               |   |                  |                  |                  |   |  |                |                | Itália         | 2              |  |       |         |       |
|  |          | Romênia       | 0        |               |   |                  |                  |                  |   |  |                |                |                |                |  |       | Turquia | 3     |
|  |          |               |          |               |   |                  |                  | Sérvia           | 3 |  |                |                |                |                |  |       | Turquia | 3     |
|  |          |               |          |               |   |                  |                  |                  | 3 |  |                |                |                |                |  |       |         |       |
|  |          |               | Turquia  | 2             |   |                  |                  |                  |   |  |                |                |                |                |  |       |         |       |
|  |          |               | Turquia  | 2             |   |                  |                  |                  |   |  |                |                |                |                |  |       |         |       |
|  |          |               |          |               |   |                  |                  |                  |   |  |                |                |                |                |  |       |         |       |
|  |          |               |          |               |   |                  |                  |                  |   |  |                |                |                |                |  |       |         |       |
|  |          |               | Rússia   | 0             |   |                  |                  |                  |   |  |                |                |                |                |  |       |         |       |
|  |          |               |          | 0             |   |                  |                  |                  |   |  |                |                |                |                |  |       |         |       |
|  |          |               |          | Turquia       | 3 |                  |                  |                  |   |  |                |                |                |                |  |       |         |       |
|  |          | Turquia       | 3        | Turquia       | 3 |                  |                  |                  |   |  |                |                |                |                |  |       |         |       |
|  |          | Turquia       | 3        |               |   |                  |                  |                  |   |  |                |                |                |                |  |       |         |       |
|  |          | Espanha       | 0        |               |   |                  |                  |                  |   |  |                |                |                |                |  |       |         |       |

### Play-off
| Data   | Hora |               | Placar |            | Set 1 | Set 2 | Set 3 | Set 4 | Set 5 | Total | Relatório |
| ------ | ---- | ------------- | ------ | ---------- | ----- | ----- | ----- | ----- | ----- | ----- | --------- |
| 28 Sep |      | Chéquia       | 3–1    | França     | 25-21 | 23-25 | 25-14 | 25-14 |       | 98–0  | 98-74     |
| 28 Sep |      | Países Baixos | 3–1    | Azerbaijão | 23-25 | 27-25 | 25-16 | 25-17 |       | 100–0 | 100-83    |
| 28 Sep |      | Sérvia        | 3–0    | Romênia    | 25-19 | 25-15 | 25-20 |       |       | 75–0  | 75-54     |
| 28 Sep |      | Turquia       | 3–0    | Espanha    | 25-19 | 25-17 | 25-21 |       |       | 75–0  | 75-57     |

### Quartas-de-final
| Data   | Hora |          | Placar |               | Set 1 | Set 2 | Set 3 | Set 4 | Set 5 | Total | Relatório |
| ------ | ---- | -------- | ------ | ------------- | ----- | ----- | ----- | ----- | ----- | ----- | --------- |
| 29 Sep |      | Alemanha | 3–0    | Chéquia       | 25-18 | 25-20 | 25-17 |       |       | 75–0  | 75-55     |
| 29 Sep |      | Itália   | 3–1    | Países Baixos | 25-21 | 25-20 | 21-25 | 25-18 |       | 96–0  | 96-84     |
| 29 Sep |      | Polônia  | 0–3    | Sérvia        | 14-25 | 20-25 | 24-26 |       |       | 58–0  | 58-76     |
| 29 Sep |      | Rússia   | 0–3    | Turquia       | 25-27 | 21-25 | 19-25 |       |       | 65–0  | 65-77     |

### Semifinais
| Data  | Hora |          | Placar |         | Set 1 | Set 2 | Set 3 | Set 4 | Set 5 | Total | Relatório |
| ----- | ---- | -------- | ------ | ------- | ----- | ----- | ----- | ----- | ----- | ----- | --------- |
| 1 Oct |      | Alemanha | 3–0    | Itália  | 25-22 | 25-22 | 25-17 |       |       | 75–0  | 75-61     |
| 1 Oct |      | Sérvia   | 3–2    | Turquia | 25-10 | 25-22 | 23-25 | 23-25 | 15-12 | 111–0 | 111-94    |

### Terceiro lugar
| Data  | Hora |        | Placar |         | Set 1 | Set 2 | Set 3 | Set 4 | Set 5 | Total | Relatório |
| ----- | ---- | ------ | ------ | ------- | ----- | ----- | ----- | ----- | ----- | ----- | --------- |
| 2 Oct |      | Itália | 2–3    | Turquia | 21-25 | 25-15 | 27-25 | 19-25 | 10-15 | 102–0 | 102-105   |

### Final
| Data  | Hora |          | Placar |        | Set 1 | Set 2 | Set 3 | Set 4 | Set 5 | Total | Relatório |
| ----- | ---- | -------- | ------ | ------ | ----- | ----- | ----- | ----- | ----- | ----- | --------- |
| 2 Oct |      | Alemanha | 2–3    | Sérvia | 25-16 | 20-25 | 25-19 | 20-25 | 9-15  | 99–0  | 99-100    |

## Classificação final
| Campeão | Vice-campeão | Terceiro lugar |
| Sérvia | Alemanha | Turquia |
| Ana Lazarević Jovana Brakočević Sanja Malagurski Natasha Krsmanović Tijana Malešević Brizitka Molnar Ana Antonijević Jovana Vesović Maja Ognjenović Jelena Nikolić Nadja Ninković Milena Rašić Suzana Cebić Silvija Popović Técnico: Zoran Terzić | Lenka Dürr Kathleen Weiss Kerstin Tzscherlich Angelina Grün Berit Kauffeldt Corina Ssuchuske-Voigt Anne Matthes Christiane Fürst Saskia Hippe Margareta Anna Kozuch Maren Brinker Lisa Thomsen Regina Burchardt Mareen Apitz Técnico: Giovanni Guidetti | Güldeniz Önal Gülden Kuzubasioglu Gizem Güresen Ergül Avci Polen Uslupehlivan Büsra Cansu Bahar Toksoy Özge Çemberci Kirdar Gödze Sonsirma Kirdar Esra Gümüs Neriman Ozsoy Eda Erdem Neslihan Darnel Asuman Karakoyun Técnico: Marco Aurélio Motta |

| 4  | Itália        |
| 5  | Polônia       |
| 6  | Rússia        |
| 7  | Países Baixos |
| 8  | Chéquia       |
| 9  | Azerbaijão    |
| 10 | França        |
| 11 | Espanha       |
| 12 | Romênia       |
| 13 | Croácia       |
| 14 | Bulgária      |
| 15 | Ucrânia       |
| 16 | Israel        |

Sérvia e Alemanha estão classificadas para a Copa do Mundo de 2011. Itália e Alemanha herdaram as vagas de Sérvia e Turquia para o Grand Prix 2012, uma vez que aquelas se classificaram pela Liga Europeia 2011. Juntamente com estas quatro equipes, Polônia e Rússia garantiram vaga no Campeonato Europeu de 2013, sendo que esta última herdou a vaga da Alemanha, uma das sedes do torneio.

## Prêmios individuais
| MVP (Most Valuable Player) | Jovana Brakočević     | Sérvia   |
| Melhor atacante            | Margareta Anna Kozuch | Alemanha |
| Melhor bloqueio            | Christiane Fürst      | Alemanha |
| Melhor sacador             | Bahar Toksoy          | Turquia  |
| Melhor líbero              | Suzana Cebić          | Sérvia   |
| Melhor levantador          | Maja Ognjenović       | Sérvia   |
| Melhor recepção            | Angelina Grün         | Alemanha |
| Maior pontuador            | Neslihan Darnel       | Turquia  |

## Estatísticas por fundamento
| Posição | Jogador | Pontos |
| ------- | ------- | ------ |
| 1       |         |        |
| 2       |         |        |
| 3       |         |        |
| 4       |         |        |
| 5       |         |        |

| Posição | Jogador | Aproveitamento (%) |
| ------- | ------- | ------------------ |
| 1       |         |                    |
| 2       |         |                    |
| 3       |         |                    |
| 4       |         |                    |
| 5       |         |                    |

| Posição | Jogador | Média de pontos por set |
| ------- | ------- | ----------------------- |
| 1       |         |                         |
| 2       |         |                         |
| 3       |         |                         |
| 4       |         |                         |
| 5       |         |                         |

| Posição | Jogador | Média de pontos por set |
| ------- | ------- | ----------------------- |
| 1       |         |                         |
| 2       |         |                         |
| 3       |         |                         |
| 4       |         |                         |
| 5       |         |                         |

| Posição | Jogador | Média de defesas por set |
| ------- | ------- | ------------------------ |
| 1       |         |                          |
| 2       |         |                          |
| 3       |         |                          |
| 4       |         |                          |
| 5       |         |                          |

| Posição | Jogador | Levantamentos por set |
| ------- | ------- | --------------------- |
| 1       |         |                       |
| 2       |         |                       |
| 3       |         |                       |
| 4       |         |                       |
| 5       |         |                       |

| Posição | Jogador | Aproveitamento (%) |
| ------- | ------- | ------------------ |
| 1       |         |                    |
| 2       |         |                    |
| 3       |         |                    |
| 4       |         |                    |
| 5       |         |                    |

| Posição | Jogador | Média de recepções por set |
| ------- | ------- | -------------------------- |
| 1       |         |                            |
| 2       |         |                            |
| 3       |         |                            |
| 4       |         |                            |
| 5       |         |                            |